# Edward Scobie
Edward Vivian Scobie (23 de mayo de 1918 - 14 de noviembre de 1996) fue un periodista, editor de revistas e historiador dominicano. Es más conocido por su investigación sobre la historia de los negros en Europa Occidental y su libro seminal de 1972 Black Britannia: A History of Blacks in Britain.

## Biografía
Scobie nació en Roseau, Dominica, en 1918. Estudió en la Dominica Grammar School y en la Universidad de Londres. Después de graduarse, trabajó como periodista en Londres, donde se convirtió en un corresponsal para el Chicago Defender y para las revistas Ebony y Jet.
En 1962, Scobie se trasladó a los Estados Unidos, donde enseñó historia en la Universidad de Princeton y en la Universidad de Rutgers. En 1972, publicó su libro Black Britannia: A History of Blacks in Britain, que fue un estudio pionero de la historia de los negros en Gran Bretaña. El libro fue galardonado con el Premio James Tait Black Memorial Prize en 1973.
En 1976, Scobie se convirtió en profesor de historia en el City College de Nueva York. En 1996, murió en Nueva York a la edad de 78 años.

### Carrera periodística
Scobie comenzó su carrera periodística en 1946, trabajando como corresponsal para el Dominican Herald, un periódico de Roseau. En 1950, se trasladó a Londres, donde se convirtió en un corresponsal para el Chicago Defender y para las revistas Ebony y Jet.
Como corresponsal, Scobie escribió sobre una amplia gama de temas, incluyendo la política, la cultura y la sociedad. También se centró en la historia de los negros en Europa occidental.
En 1972, Scobie publicó su libro Black Britannia: A History of Blacks in Britain, que fue un estudio pionero de la historia de los negros en Gran Bretaña. El libro fue galardonado con el Premio James Tait Black Memorial Prize en 1973.

### Carrera académica
En 1962, Scobie se trasladó a los Estados Unidos, donde enseñó historia en la Universidad de Princeton y en la Universidad de Rutgers. En 1976, se convirtió en profesor de historia en el City College de Nueva York.
Como académico, Scobie se centró en la historia de los negros en Europa occidental y en la historia de la esclavitud. También se interesó por la historia de Dominica.

## Obras
- Black Britannia: A History of Blacks in Britain (1972)
- The Ras Tafarians of Jamaica (1974)
- The History of the British West Indies (1978)
- The History of Dominica (1980)
- The Caribbean: A History (1988)